# Choerodon gymnogenys
Choerodon gymnogenys är en fiskart som först beskrevs av Günther, 1867.  Choerodon gymnogenys ingår i släktet Choerodon och familjen läppfiskar. IUCN kategoriserar arten globalt som otillräckligt studerad. Inga underarter finns listade i Catalogue of Life.